# Ретель (графство)
Графство Ретель (фр. Comté de Rethel) — феодальное владение в северной Шампани, существовавшее с X века. В 1581 году графство было преобразовано в герцогство Ретель (фр. duché de Rethel). С 1663 года правители Ретеля носили титул герцогов Мазарини. Герцогство просуществовало до 1789 года.

## История
Графство располагалось в Арденнах между Иль-де-Франсом и Фландрией и с юго-запада граничило с графством Шампань.

Графство Ретель на карте северо-восточной Франции 12 в.

Первым упоминаемым графом Ретеля был Манассия I. Упоминается, что он был племянником Арто (Артольда), который боролся с Гуго де Вермандуа, сыном могущественного графа Герберта II де Вермандуа за пост архиепископа Реймса. В итоге победителем в споре вышел Арто при поддержке короля Франции Людовика IV, назначившим Арто своим канцлером, и короля Германии Оттона I. В Флодоард упоминает, что Арто имел брата Додо, который был племянником Бернара, графа де Порсиан. Судя по всему графство Ретель было выделено из графства Порсиан.
О первых поколениях графов Ретеля сведения очень отрывочны, многие родовые связи установлены только предположительно. Однако вероятно род занимал довольно высокое положение среди шампанской знати. Наиболее известным представителем рода графов Ретеля является один из сыновей графа Гуго I, Балдуин II де Бург (ум. 1131). Он принял участие в первом крестовом походе в армии своих кузенов, Готфрида Бульонского и его брата Балдуина I Булонского, ставшего королём Иерусалимского королевства. Возможно, что благодаря этому родству Балдуин II сначала сменил Баддуина I на посту графа Эдессы в 1100 году, а в 1118 году сам стал королём Иерусалима.
Графство Ретель же после смерти графа Гуго I унаследовал его другой сын, Жерве, после смерти которого около 1124 года графство унаследовали его сестра Матильда вместе с мужем Эдом де Витри (ум. ок. 1158), ставшие родоначальниками второго Ретельского дома. Сын Эда и Матильды, Итье был женат на дочери графа Намюра Жоффруа I. После смерти Итье Ретель получил его второй сын, Манассия IV. Его потомки правили в Ретеле до начала XIV века. Последней представительницей рода была графиня Жанна Ретельская (ум. 1328), дочь графа Гуго IV. Она вышла замуж за Людовика I де Дампьера, графа Невера, благодаря чему Ретель оказался надолго оказался объединён с Невером, а с 1322 года — и с Фландрией.
В 1384 году из-за брака графини Маргариты с герцогом Бургундии Филиппом II Смелым графство Ретель (в составе Фландрии) оказалось на некоторое время включённым в состав герцогства Бургундия. В 1393 году Ретель был выделен одному из сыновей Филиппа и Маргариты, Антуану, а в 1406 году был передан его брату Филиппу, годом ранее получившего также Невер. Потомки Филиппа управляли Невером и Ретелем до смерти в 1491 году графа Жана II, после чего графства оказались разделены. Ретель получила дочь Жана, Шарлотта, и её муж Жан III д’Альбре (ум. 1524), сеньор д’Орваль. После смерти Шарлотты в 1504 году Ретель достался их дочери Марии, выданной тогда же замуж за Карла II Клевского, графа Невера, в результате чего графства опять оказались объединены.

### Герцогство Ретель
В 1565 году вместе с рукой Генриетты Клевской (старшей дочери Франсуа I де Невера) Невер и Ретель перешли к мантуанскому принцу Людовико IV Гонзага, а в 1581 году король Франции даровал Ретелю статус герцогства. Их сын Карл III преобразовал арденнские земли герцогов Ретеля в суверенное княжество Арш, где основал и нарёк своим именем столичный город Шарлевиль.
В результате Войны за мантуанское наследство в 1627 году Карл III сменил двоюродного брата, Винченцо II, в качестве суверенного герцога Мантуи и Монферрата. В составе владений Гонзага Ретель и Невер оставались до 1659 года, когда Карл IV, внук Карла III, продал их кардиналу Мазарини, первому министру короля Франции. После его смерти в 1661 году Невер и Ретель оказались окончательно разделены.

### Герцогство Мазарини
Кардинал Мазарини завещал Ретель и Майен своей племяннице, Гортензии Манчини, а в 1663 году на месте герцогства Ретель было создано герцогство Мазарини. В 1661 году Гортензия вышла замуж за Армана Шарля де Ла Порта (1631—1713), герцога де Ла Мейере, однако вскоре развелась с ним. После смерти Гортензии Ретель и Майен достались её сыну Полю Юлию, унаследовавшего после смерти отца и его владения.
Последней правительницей герцогства была Луиза д'Омон (1759—1826). В результате Великой французской революции 1789 года все её владения были конфискованы.

## Список графов и герцогов Ретеля

### Графы Ретеля
Первый Ретельский дом
- ??? — после 989: Манассия I (ум. после 989), граф д’Омон, граф Ретеля
- после 989—1026/1048: Манассия II (ум. 1026/1048), граф Ретеля, сын предыдущего
- 1026/1048 — после 1081: Манассия III (ум. после 1081), граф Ретеля, сын предыдущего
- после 1081 — ок. 1118: Гуго I (1045/1055 — ок. 1118), граф Ретеля, сын предыдущего
- ок. 1118 — до 1124: Жерве (ум. до 1124), граф Ретеля, сын предыдущего
- до 1124 — ок. 1151: Матильда (ум. ок. 1151) графиня Ретеля с ок. 1124, сестра предыдущего
муж: Эд (ум. ок. 1158), шателен Витри, граф Ретеля с ок. 1124

Второй Ретельский дом
- до 1124 — ок. 1158: Эд (ум. ок. 1158), шателен Витри, граф Ретеля с ок. 1124, муж предыдущей
- ок. 1158—1171: Итье (ум. 1171), шателен Витри и граф Ретеля с ок. 1158, сын предыдущего
- 1171 — 1198/1200: Манассия IV (ум. 1198/1200), граф Ретеля с 1171, сын предыдущего
- 1198/1200 — 1227/1228: Гуго II (ум. 1227/1228), граф Ретеля с 1198/1200, сын предыдущего
- 1227/1228 — 1242/1243: Гуго III (ум. 1242/1243), граф Ретеля с 1227/1228, сын предыдущего
- 1242/1243 — 1251: Жан I (ум. 1251), граф Ретеля с 1242/1243, брат предыдущего
- 1251 — 1262/1263: Готье (Гоше) (ум. 1262/1263), граф Ретеля с 1251, брат предыдущего
- 1262/1263 — 1271/1274: Манассия V (ум. 1271/1274), граф Ретеля с 1262/1263, брат предыдущего
- 1271/1274 — 1275/1277: Гуго IV (ум. 1275/1277), граф Ретеля с 1271/1274, сын предыдущего
- 1275/1277 — 1328: Жанна (ум. 1328), графиня Ретеля с 1275/1277, дочь предыдущего
муж: с 1290 Людовик I (ум. 1322), граф Невера

Дом Дампьер

Герб графов Фландрии

- 1280-1322: Людовик I (ум. 1322), граф Невера с 1280, граф Ретеля (по праву жены) с 1290, муж предыдущей
- 1322—1346: Людовик II (ок. 1304—1346), граф Невера (с 1322), граф Фландрии (Людовик I) с 1322, граф Ретеля с 1328, сын предыдущего;
- 1346—1384: Людовик III Мальский (1330—1384), граф Невера, Фландрии и Ретеля, пфальцграф Бургундии и граф Артуа с 1382, сын предыдущего;
- 1384—1405: Маргарита (1350—1405), графиня Фланднии, Невера и Ретеля 1384—1402, пфальцграфиня Бургундии и графиня Артуа, дочь предыдущего.
2-й муж: Филипп II Смелый, герцог Бургундии

Династия Валуа, Младший Бургундский дом

Герб герцогов Бургундии с 1364 года

- 1384—1393: Филипп I Храбрый (1342—1404), герцог Бургундии с 1363, муж предыдущей, сын Иоанна II, короля Франции.
- 1393—1406: Антуан (1384—1415), граф Ретеля 1393—1406, герцог Брабанта с 1406, сын предыдущего

Герб графов Невера из Бургундского дома

- 1406-1415: Филипп II (1389—1415), граф Невера с 1405, Ретеля с 1406, брат предыдущего.
- 1415-1464: Карл I (1414—1464), граф Невера и Ретеля с 1415, сын предыдущего.

Герб Жана II Бургундского, графа Невера и Ретеля

- 1464-1491: Жан II (1415—1491), граф Невера и Ретеля с 1464, Этампа и Э 1472—1477, брат предыдущего.
- 1491-1500: Шарлотта (1472—1500), графиня Ретеля с 1491, дочь предыдущего
муж: Жан д’Альбре (ум. 1524), сеньор д’Орваль

Династия д’Альбре

Герб графов Ретеля из дома Альбре

- 1491-1500: Жан III д’Альбре (ум. 1524), сеньор д’Орваль, граф Ретеля 1491—1500, муж предыдущей
- 1500-1504: Мария (1491—1549), графиня Ретеля с 1500, дочь предыдущего
муж: с 1504 Карл II Клевский (ум. 1521), граф Невера

Клевский (Маркский) дом, Неверская линия

Герб Клеве-Неверского дома

- 1504—1521: Карл II Клевский (ум. 1521), граф Ретеля с 1504, граф Невера с 1506, муж предыдущей;
- 1521—1562: Франсуа I Клевский (1516—1562), граф Невера и Ретеля с 1521, герцог Невера с 1539, сын предыдущего;
- 1562—1563: Франсуа II Клевский (ум. 1563), герцог Невера и граф Ретеля с 1562, сын предыдущего;
- 1563—1564: Жак Клевский (ум. 1564), герцог Невера и граф Ретеля с 1563, брат предыдущего;
- 1564—1565: Генриетта Клевская (1542—1601), герцогиня Невера и графиня Ретеля с 1564, герцогиня Ретеля с 1581, сестра предыдущего

муж: с 1565 Людовик IV Гонзага, принц Мантуи

### Герцоги Ретеля
Дом Гонзага, Неверская линия

Герб Людовика IV Гонзага

- 1565—1595: Людовик IV Гонзага (1535—1595), герцог Невера, герцог Ретеля с 1581, муж предыдущей
- 1595—1637: Карл III (1580—1637), герцог Невера, герцог Ретеля с 1595, 1-й князь Арша (Карл I, 1608—1637), герцог Мантуи и Монферрата (Карл I, 1627—1637), сын предыдущего
  - Карл IV (1609—1631), титулярный герцог Невера и Ретеля, герцог Майена и Эгильона с 1621, сын предыдущего
- 1637—1659: Карл V (1629—1665), герцог Невера, герцог Ретеля 1637—1659, герцог Майена (Карл IV, 1632—1654), 2-й князь Арша (Карл II, 1637—1665), герцог Мантуи и Монферрата (Карл II, 1637—1665), сын предыдущего

В 1659 году Карл IV продал Невер и Ретель кардиналу Мазарини.
Дом Мазарини
- 1659—1661: Джулио Мазарини (1602—1661), кардинал, первый министр Франции (с 1642 года), герцог Невера и Ретеля с 1659, герцог Майена с 1654

Кардинал Мазарини завещал Ретель и Майен своей племяннице, Гортензии Манчини, а в 1663 году на месте герцогства Ретель было создано герцогство Мазарини.

### Герцоги Мазарини
- 1661—1699: Гортензия Манчини (ум. 1699), герцогиня Ретеля и Майена с 1661, герцогиня Мазарини с 1663, племянница предыдущего
муж: с 1661 (разв. 1666) Арман-Шарль де Лапорт (1631—1713), герцог де Ламейере
- 1699—1731: Поль-Жюль де Лапорт (1666—1731), герцог Мазарини и Майена с 1699, герцог де Ламейере с 1713, сын предыдущей
- 1731—1738: Ги-Поль-Жюль де Лапорт (1701—1738), герцог Мазарини, Майена и Ламейере с 1731, сын предыдущего
- 1738—1781: Луиза Жанна де Дюрфор (1735—1781), герцогиня Мазарини, Майена и Ламейере с 1738, внучка предыдущего, дочь Шарлотты-Антуанетты де Лапорт (1719—1735) и Эмманюэля-Фелисите де Дюрфора (1715—1789), герцога де Дюраса
муж: с 1747 герцог Луи д'Омон (1732—1799)
- 1781—1789: Луиза д'Омон (1759—1826), герцогиня Мазарини, Майена и Ламейере 1781—1789, дочь предыдущей
муж: с 1771 (разв. 1798) Оноре IV Гримальди (1758—1819), князь Монако с 1814